# Aydın (provincie)
Aydınská provincie je území v Turecku ležící na pobřeží Egejského moře. Hlavním městem je Aydın. Rozkládá se na ploše 8 007 km2 a v roce 2009 zde žilo 979 155 obyvatel.
Centrální a západní část provincie tvoří úrodné planiny, které odvodňuje řeka Velký Menderes, největší vodní tok v regionu.

## Administrativní členění
Provincie Aydın se administrativně člení na 17 distriktů:
- Aydin
- Bozdoğan
- Buharkent
- Çine
- Didim
- Germencik
- Incirliova
- Karacasu
- Karpuzlu
- Koçarlı
- Köşk
- Kuşadası
- Kuyucak
- Nazilli
- Söke
- Sultanhisar
- Yenipazar